# Pedro Geromel
Pedro Tonon Geromel, est un footballeur international brésilien né le 21 septembre 1985 à São Paulo.

## Biographie
Après avoir joué 67 matchs (1 but) avec Vitoria Guimarães et terminé 3e de SuperLiga, il s'est engagé avec le FC Cologne en 2008. Il rejoint le RCD Majorque le 20 août 2012.
Geromel est le capitaine du Grêmio lors de la Coupe du monde des clubs 2017.

## Palmarès
- Vainqueur de la coupe du Brésil 2016
- Vainqueur de la Copa Libertadores 2017
- Finaliste de la Coupe du monde des clubs 2017